# Крох, Ханс
Ханс Крох (нем. Hans Kroh; 13 мая 1907 — 18 июля 1967) — немецкий офицер, участник Второй мировой войны, генерал-майор, кавалер Рыцарского креста с Дубовыми листьями и Мечами.

## Начало военной карьеры
С апреля 1926 года служил в полиции, с 1933 года — старший лейтенант полиции.
В октябре 1935 года поступил на военную службу, в воздушно-десантные войска, командир роты, в звании старший лейтенант. К началу Второй мировой войны — в штабе 7-й воздушно-десантной дивизии, капитан.

## Вторая мировая война
В мае 1940 года участвовал в захвате Нидерландов, награждён Железными крестами обеих степеней.
С августа 1940 года — командир парашютного батальона, с апреля 1941 года — майор.
Участвовал в завоевании Греции (в апреле 1941 года) и в десанте на остров Крит в мае 1941 года. Награждён Рыцарским крестом.
С ноября 1941 года — на южном участке Восточного фронта. Бои в районе Сталино, на реке Миус. С апреля 1942 года — на Ленинградском фронте.
С июля 1942 года — бои в Африке, в составе бригады Рамке. В декабре 1942 года майор Крох награждён Золотым немецким крестом. С января 1943 года — подполковник. С марта 1943 года — командир парашютного полка.
В январе-апреле 1944 года — бои на Украине. В апреле 1944 года — награждён Дубовыми листьями к Рыцарскому кресту и произведён в звание полковника.
С мая 1944 — командир 2-й парашютной дивизии (в Нормандии). С августа 1944 года — оборона Бреста (во Франции). В сентябре 1944 года награждён Мечами (№ 96) к Рыцарскому кресту с Дубовыми листьями и произведён в звание генерал-майор. 18 сентября 1944 года взят в американский плен.

## После войны
Отпущен из плена в 1948 году. В январе 1956 года вновь поступил на военную службу, в бундесвер. Командовал 1-й воздушно-десантной дивизией. В отставке с апреля 1962 года.